# Alexander Nübel
Alexander Nübel (Paderborn, 30 september 1996) is een Duits voetballer die als doelman speelt. Hij verruilde Schalke 04 in juli 2020 transfervrij voor Bayern München.

## Clubcarrière

### Jeugd en Schalke 04
Nübel speelde in de jeugd bij TSV Tudorf en SC Paderborn. Hij maakte in 2015 de overstap naar Schalke 04. Hier zat hij op 2 april 2016 voor het eerst op de bank bij een wedstrijd in de Bundesliga, tegen FC Ingolstadt 04. Nübel debuteerde op 14 mei 2016 voor Die Köningsblauen, in een wedstrijd in de Bundesliga tegen TSG 1899 Hoffenheim. Hij viel in de slotminuten in voor Ralf Fährmann. Hij groeide in het seizoen 2018/19 uit tot basisspeler. Trainer David Wagner benoemde hem voorafgaand aan het seizoen 2019/20 bovendien tot aanvoerder.

### Bayern München
Nübel tekende in januari 2020 een vijfjarig contract tot medio 2025 bij Bayern München. Dat kon hem transfervrij overnemen doordat zijn verbintenis bij Schalke afliep en hij niet bij wilde tekenen. Nübel bracht zijn eerste seizoen bij Bayern door als reservedoelman achter Manuel Neuer. Hij vertrok in juli 2021 vervolgens voor een periode van twee jaar op huurbasis naar AS Monaco. Hier speelde hij in die periode iedere wedstrijd, zowel in de Ligue 1, de (voorronden van de) Champions League als de Europa League. Na zijn terugkeer in Duitsland verhuurde Bayern München Nübel in juli 2023 opnieuw, deze keer voor een jaar aan competitiegenoot VfB Stuttgart.

## Clubstatistieken
| Seizoen | Club            | Competitie | Competitie | Competitie | Beker | Beker | Internationaal | Internationaal | Totaal | Totaal |
| Seizoen | Club            | Competitie | Wed.       | Dlp.       | Wed.  | Dlp.  | Wed.           | Dlp.           | Wed.   | Dlp.   |
| ------- | --------------- | ---------- | ---------- | ---------- | ----- | ----- | -------------- | -------------- | ------ | ------ |
| 2015/16 | Schalke 04      | Bundesliga | 1          | 0          | 0     | 0     | 0              | 0              | 1      | 0      |
| 2016/17 | Schalke 04      | Bundesliga | 0          | 0          | 0     | 0     | 0              | 0              | 0      | 0      |
| 2017/18 | Schalke 04      | Bundesliga | 1          | 0          | 0     | 0     | —              | —              | 1      | 0      |
| 2018/19 | Schalke 04      | Bundesliga | 18         | 0          | 2     | 0     | 2              | 0              | 22     | 0      |
| 2019/20 | Schalke 04      | Bundesliga | 26         | 0          | 3     | 0     | —              | —              | 29     | 0      |
| 2020/21 | Bayern München  | Bundesliga | 1          | 0          | 1     | 0     | 2              | 0              | 4      | 0      |
| 2021/22 | → AS Monaco     | Ligue 1    | 38         | 0          | 1     | 0     | 10             | 0              | 49     | 0      |
| 2022/23 | → AS Monaco     | Ligue 1    | 38         | 0          | 0     | 0     | 10             | 0              | 48     | 0      |
| 2023/24 | → VfB Stuttgart | Bundesliga | 30         | 0          | 4     | 0     | —              | —              | 34     | 0      |
| Totaal  | Totaal          | Totaal     | 153        | 0          | 11    | 0     | 24             | 0              | 188    | 0      |

Bijgewerkt t/m 28 mei 2024

## Interlandcarrière
Nübel kwam op 1 september 2017 voor het eerst uit voor een Duitse nationale jeugdploeg. Hij debuteerde toen in Duitsland –21, waarvoor hij de eerste helft van een oefeninterland tegen Hongarije –21 speelde. Hij was twee jaar later eerste doelman in de Duitse ploeg die de finale haalde op het EK –21 van 2019. Nübel werd in mei 2024 opgenomen in de voorlopige selectie van Duitsland voor het EK 2024 in eigen land, maar viel af voor de definitieve selectie.

## Erelijst
Bayern München
- Bundesliga: 2020/21
- DFL-Supercup: 2020
- UEFA Super Cup: 2020